# Escola de Pós-Graduação Naval
A Escola de Pós-Graduação Naval em Monterey, Califórnia, nos Estados Unidos, é uma escola de Pós-Graduação que pertence à Marinha dos Estados Unidos. Os alunos que ali estudam são em grande parte oficiais dos próprios Estados Unidos ou oficiais de nações estrangeiras aliadas. A escola concede títulos de Mestrado - Master of Science (M.S.), Master of Arts (M.A.) e Master of Business Administration (MBA), e de PhD. Não há cursos de Graduação nesta escola.
É dividida em quatro escolas principais, que por sua vez são divididas em Departamentos:
GSEAS (Graduate School of Engineering and Applied Sciences) - Escola de Pós-Graduação em Engenharia e Ciências Aplicadas;
Departamentos do GSEAS:
- Engenharia Elétrica e de Computação;
- Engenharia Mecânica e Aerospacial;
- Engenharia de Sistemas;
- Física;
- Matemática Aplicada;
- Meteorologia;
- Oceanografia;

GSOIS (Graduate School of Operational and Information Sciences) - Escola de Pós-Graduação em Ciências Operacionais e da Informação;
Departamentos do GSOIS:
- Análises de Defesa;
- Ciência da Computação;
- Ciência da Informação;
- Grupo Acadêmico Cibernético;
- Pesquisa Operacional;

GSBPP (Graduate School of Business and Public Policy) - Escola de Pós-Graduação em Negócios e Políticas Públicas;
Departamentos do GSBPP:
- Administração;
- Administração de Aquisições;
- Administração Financeira;
- Logística;
- Recursos Humanos e Economia;

SIGS (School of International Graduate Studies) - Escola de Pós-Graduação em Estudos Internacionais;
Departamentos do GSBPP:
- Instituto de Gerenciamento de Recursos de Defesa
- Assuntos de Segurança Nacional;
- Centro de Defesa da Pátria e de Segurança;
- Centro de Estudos para Estabilização e Reconstrução;
- Centro de Relações Civis-Militares;
- Centro para Conflitos Contemporâneos;
- Escritório de Programas Internacionais de Pós-Graduação;

A NPS conta também com três Institutos:
Instituto MOVES (Modeling, Virtual Environments and Simulation) - Instituto de estudos na área de Modelagem, Ambientes Virtuais e Simulação.
Instituto Cebrowski - Promove a inovação em assuntos relacionos à segurança nacional e inteligência.
Instituto Wayne E. Meyer de Engenharia de Sistemas - Promove estudos interdiscipinares na área de Engenharia de Sistemas.
A escola está situada num antigo hotel (Hotel Del Monte), podendo-se ver construções e jardins daquele tempo.